# Огородники (Жабинковский район)
Огородники (бел. Агаро́днікі) — деревня в Жабинковском районе Брестской области Белоруссии. Входит в состав Кривлянского сельсовета, до 2012 года входила в состав ныне упразднённого Яковчицкого сельсовета. Население — 54 человека (2019).

## География
Огородники находятся в 12 км к северо-востоку от Жабинки неподалёку от границы с Кобринским районом. С юга к деревне примыкает деревня Вежки. Местные дороги ведут в окрестные деревни Матясы, Столпы и Кривляны. Ближайшая ж/д станция в деревне Столпы (линия Брест — Барановичи).

### Гидрография
Местность принадлежит бассейну Вислы, вокруг деревни находится сеть мелиоративных каналов со стоком в канал Палахва, оттуда — в Мухавец.

## История
Деревня Огородники возникла после проведения в 1557 году аграрной реформы в Кобринской экономии. В ревизии 1563 года приводится факт выселения из Вежецкого Двора 10 семей, которые дали новому поселению имя Огородники.
После третьего раздела Речи Посполитой (1795 год) в составе Российской империи, с 1801 года принадлежали Кобринскому уезду Гродненской губернии.
В XIX веке имением владела семья Доманских, которые выстроили здесь усадебный дом и заложили пейзажный парк. В 1912 году построена деревянная церковь (не сохранилась).
В первую мировую войну усадебный дом сгорел, на его месте в 1927 году был построен деревянный жилой дом, сохранившийся до наших дней. Согласно Рижскому мирному договору (1921) деревня вошла в состав межвоенной Польши, где принадлежала Кобринскому повету Полесского воеводства. С 1939 года — в составе БССР.
В 1997 году на месте несохранившейся деревянной церкви 1912 года была возведена каменная Вознесенская церковь.
До 13 октября 1961 года деревня входила в состав Кривлянского сельсовета, до 11 мая 2012 года — в состав Яковчицкого сельсовета.

## Население
- 1999 год — 116 человек;
- 2009 год — 71 человек;
- 2019 год — 54 человека[1].

## Достопримечательности
- От усадьбы Доманских сохранился лишь каменный подвал и фрагменты парка[6].
- Братская могила советских воинов, на пересечении автомобильных дорог Н-35 «Киватичи – Матясы – Огородники – Жабинка» и Н-136 «Залузье – Яковчицы – Огородники».

Похоронены 6 лётчиков, погибших в годы Великой Отечественной войны. В 1965 году для увековечивания памяти лётчиков и 42 погибших в войну земляков установлен обелиск. Могила включена в Государственный список историко-культурных ценностей Республики Беларусь —  Историко-культурная ценность Республики Беларусь, .
- Свято-Вознесенская церковь